# Seznam biskupů a arcibiskupů torontských
Seznam biskupů a arcibiskupů torontských uvádí přehled církevních hodnostářů, kteří byli od roku 1841 hlavou římskokatolické arcidiecéze v Torontu.
Protože tato arcidiecéze je metropolitním sídlem církevní provincie, která zahrnuje jižní Ontario a část Severozápadního Ontaria v Kanadě, torontský arcibiskup také řídí biskupy, kteří stojí v čele příslušných sufraganských diecézí.

## Torontští sídelní biskupové
- 1841–1847 Michael Power
- 1850–1860 Armand-François-Marie de Charbonnel
- 1860–1870 John Joseph Lynch

## Torontští arcibiskupové
- 1870–1888 John Joseph Lynch
- 1889–1898 John Walsh
- 1899–1908 Denis T. O’Connor
- 1908–1911 Fergus Patrick McEvay
- 1912–1934 Neil McNeil
- 1934–1971 James Charles kardinál McGuigan
- 1971–1978 Philip Francis Pocock
- 1978–1990 Gerald Emmett kardinál Carter
- 1990–2006 Aloysius kardinál Ambrozic
- 2006–2023 Thomas kardinál Collins
- od roku 2023 Frank Leo